# Gordon Hollingshead
Gordon Hollingshead (født, 8. januar 1892, død 8. juli 1952) var en amerikansk filmproducer og assisterende filminstruktør.
Hollingshead begyndte sin karriere som assisterende instruktør, med filmen The Shrine Girl fra 1916, hvor han også spillede en mindre rolle. Gennem stumfilmsæraen var Hollingshead assisterende instruktør på tretten film, og fortsatte som assisterende instruktør indtil 1934.
Han producerede sin første kortfilm, Morocco Nights i 1934. Fra 1934 til 1953 producerede han 174 spillefilm og kortfilm. Han modtog seksten Oscarnomineringer og vandt seks.